# Charles Evenden
Charles Evenden – irlandzki bokser, brązowy medalista Mistrzostw Europy z roku 1939.

## Kariera
W kwietniu 1939 zdobył brązowy medal na Mistrzostwach Europy, w kategorii półśredniej. W ćwierćfinale mistrzostw pokonał na punkty Fina Sulo Rossiego. W półfinale przegrał przez techniczny nokaut w drugiej rundzie z reprezentantem Polski Antonim Kolczyńskim. W walce o brązowy medal Evenden pokonał reprezentanta Anglii Roberta Thomasa.